# 長崎県忠霊塔

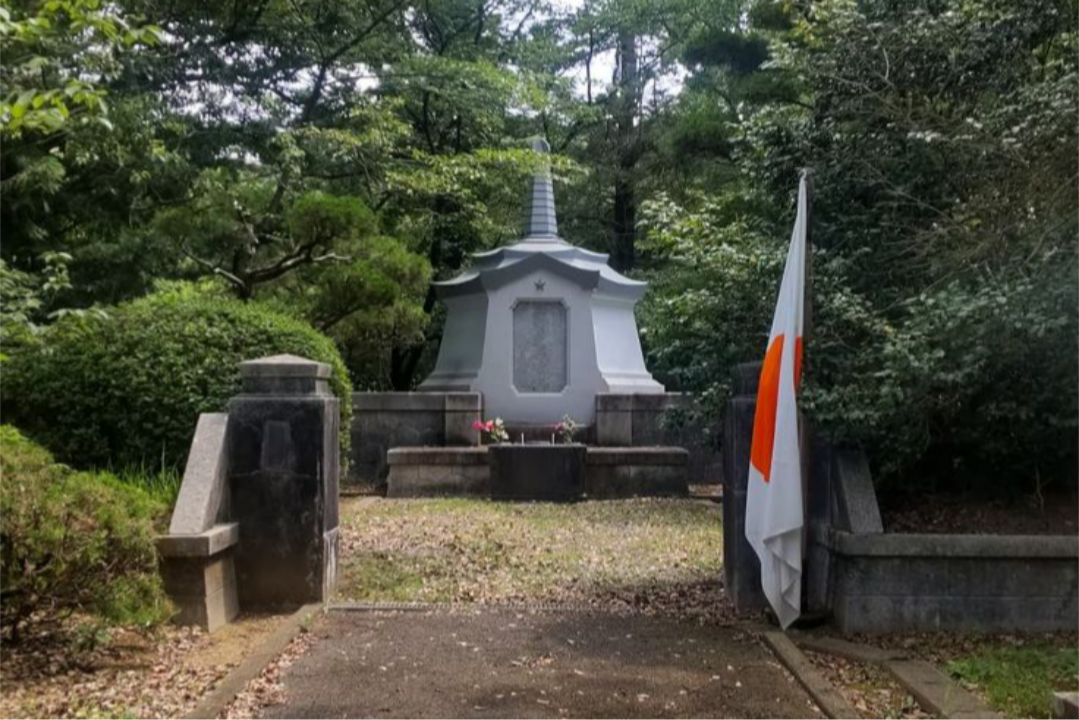
長崎県忠霊塔の納骨堂

長崎県忠霊塔（ながさきけんちゅうれいとう）は、長崎県大村市三城町三城城跡本丸地に鎮座する忠霊塔。1934年（昭和9年）9月に県民からの浄財（寄付）と勤労奉仕によって建立された。
戊辰戦争以降の長崎県籍戦没者6万7百余柱を祀る長崎県の中核的な戦没者追悼施設である。忠霊塔の敷地内には、「戦争事変戦没者合同碑」（いわゆる納骨堂）が設置されており、同敷地内には旧日本陸軍の個人墓として、将校1基、下士4基、兵卒9基の墓碑、歩兵第46連隊（旧大村駐屯）が存在しており、これらの施設は、敷地面積約1,010平方メートルの範囲に整備されており、忠霊塔の慰霊機能を補完している。

## 概要
県忠霊塔建立委員会（大村連隊区司令部・大村連隊・長崎県・県下市町村で構成）が主体となり、県民からの浄財（寄付）と勤労奉仕により建立された。敷地は三城城の跡地で、国及び大村市が所有しており面積は21,407平方メートルある。鉄筋コンクリート製で中央に三重塔（高さ23メートル）を持ち、屋根は銅板葺という構造である。日中戦争から太平洋戦争にかけては、塔の前で出征部隊の出兵式も実施された。
維持管理は、太平洋戦争中までの主催団体である長崎県忠霊塔奉賛会が終戦とともに自然解消したのち、1954年に発足した長崎県殉国慰霊奉賛会（長崎県戦没者慰霊奉賛会）が執り行っている。